# Dictionary of the Irish Language
Dictionary of the Irish Language: Based Mainly on Old and Middle Irish Materials (общепринятое сокращение — DIL), опубликованный Ирландской королевской академией, является наиболее полным на данный момент словарём древнеирландского и среднеирландского языка.
Идея создания такого словаря была выдвинута ещё в 1852 году выдающимися ирландскими филологами Джоном О’Донованом и Юджином О’Карри. Однако конкретные шаги в этом направлении начали предприниматься только в начале XX века. В 1903 году преподобный М. Г. Клоуз завещал 1000 фунтов на издание словаря с тем, чтобы первый выпуск был закончен в течение десяти лет. Первый выпуск был издан за несколько месяцев до назначенного срока (буква D до degóir) усилиями норвежского филолога К. Марстрандера) в 1913. Последний выпуск, содержавший в себе букву H, вышел в 1976 году под руководством Э. Г. Куина.
Всего в словаре оказалось более 2500 страниц. В 1983 году было решено выпустить «компактное издание» (ISBN 0-901714-29-1), где воспроизводилось по два разворота на одной странице. В результате «компактное издание» включает в себя 632 страницы, на которых размещено 2526 страниц текста (плюс 11 страниц библиографии и предисловия).
Имеется веб-сайт PACDIL, созданный специально для размещения добавлений и исправлений к DIL. В 2003 году был начат проект оцифровки DIL. Словарь был размещён онлайн 27 июня 2007 года.